# Caillan
La Rivière de Caillan est une rivière française du département Pyrénées-Orientales de la région Occitanie, en ancienne région Languedoc-Roussillon et un affluent gauche de la Têt. Elle conflue à l'ouest du chef-lieu d'arrondissement de Prades

## Géographie

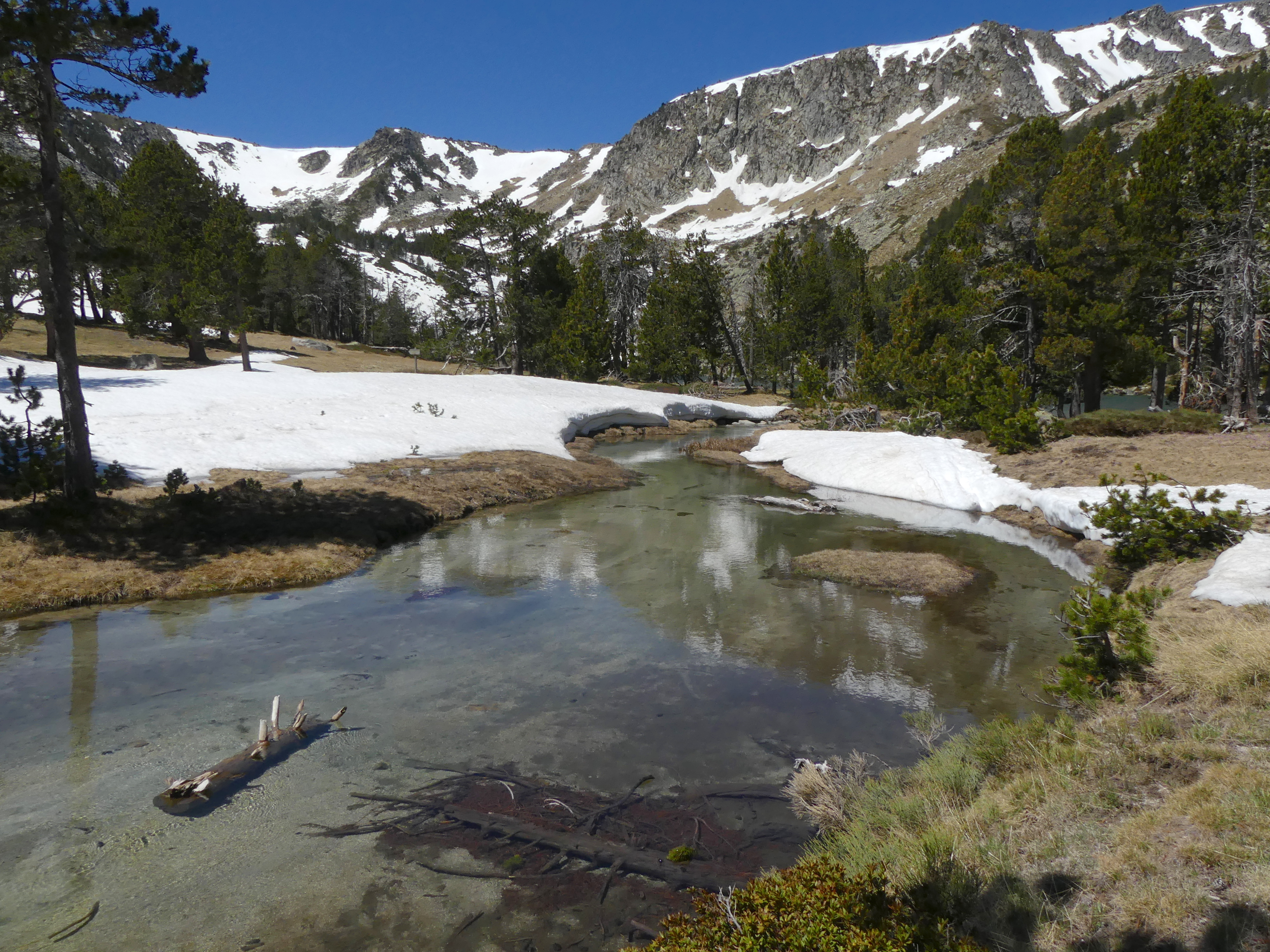
le Gorg Estelat ou lac de Nohèdes, source de la Rivière de Caillan à l'ouest de Nohèdes.

De 20,9 kilomètres de longueur, la rivière de Caillan prend sa source à l'ouest de la commune de Nohèdes à 2 021 mètres d'altitude comme émise du Gorg Estelat ou lac de Nohèdes, juste en dessous du Gorg Blau, étang d'altitude à 2 130 m, sous la face sud-est du Pic de Madrès (2 469 m).
Il coule globalement de l'ouest vers l'est.
Il conflue en rive gauche de la Têt à l'ouest de la commune de Prades, à sa limite avec Ria-Sirach, à 350 mètres d'altitude.
Les cours d'eau voisins sont, dans le sens des aiguilles d'une montre, la Castellane au nord, au nord-est, la Têt à l'est, au sud-est et au sud, la rivière de Cabrils au sud-ouest et à l'ouest, l'Aude au nord-ouest. 

### Communes et cantons traversés
Dans le seul département des Pyrénées-Orientales (66), la rivière de Caillan traverse les quatre communes suivantes, dans le sens amont vers aval, de Nohèdes (source), Conat, Ria-Sirach, Prades (confluence).
Soit en termes de cantons, la rivière de Caillan traverse un canton, prend source et conflue dans le même canton des Pyrénées catalanes, dans l'arrondissement de Prades.

### Toponymes
La commune source de Nohèdes a donne son toponyme a un des alias de la rivière de Nohèdes, ainsi qu'au lac source, le lac de Nohèdes.

### Bassin versant
La rivière de Caillan traverse une seule zone hydrographique La Têt de la rivière de Rotja incluse à la Llitèra incluse (Y043) de 670 km2 de superficie. Ce bassin versant est constitué à 93,74 % de forêts et milieux semi-naturels, à 4,94 % de territoires agricoles, à 0,77 % de territoires artificialisés, à 0,24 % de surfaces en eau, à 0,19 % de zones humides.

### Organisme gestionnaire
La Têt et son bassin versant sont gérés par le SMBVT ou Syndicat mixte du bassin versant de la Têt, né en 2008, et sis à Perpignan.

## Affluents

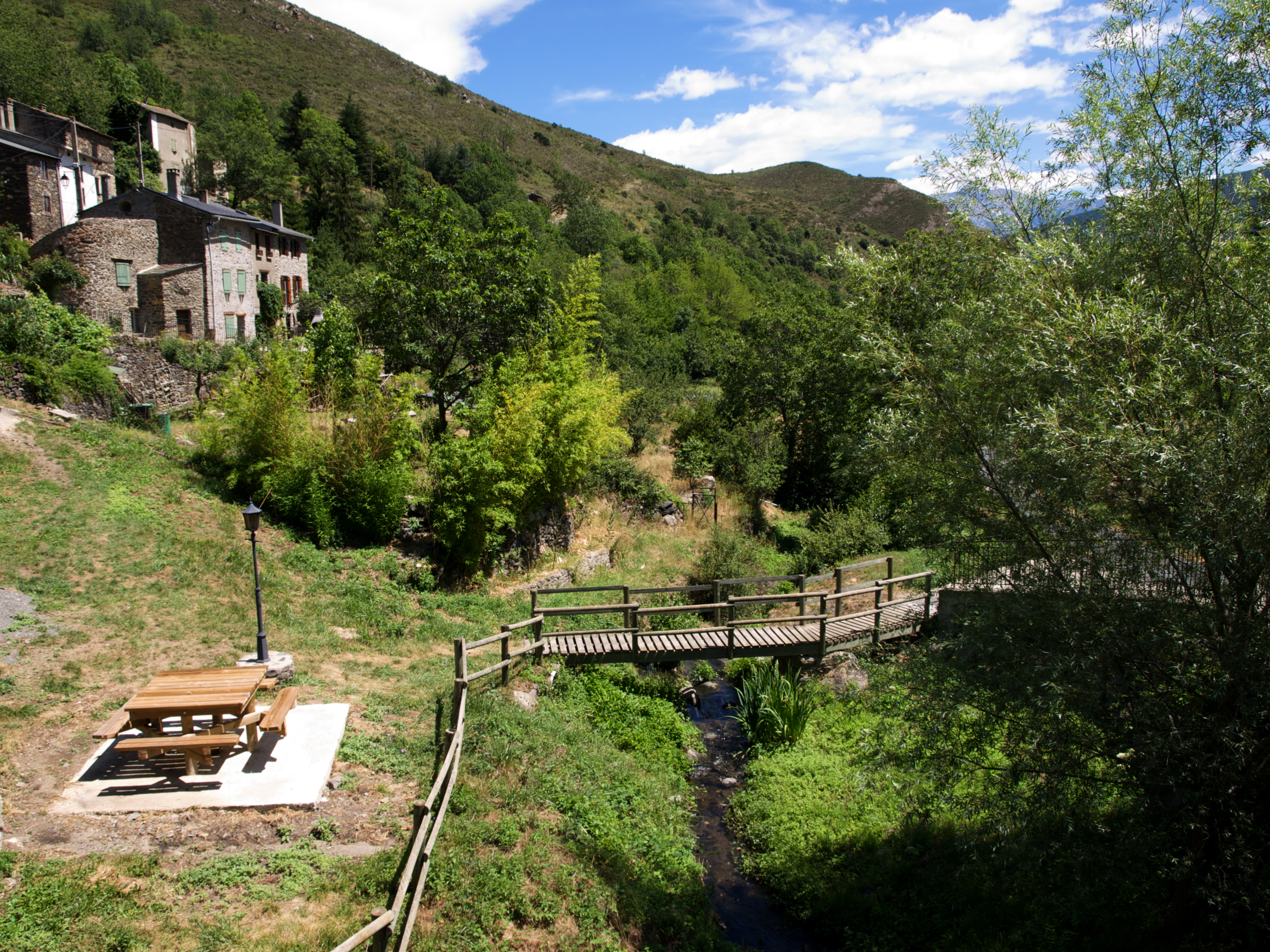
Maison de la chasse à Urbanya avec la rivière d'Urbanya

La rivière de Caillan a six tronçons affluents référencés :
- la rivière de l'Homme Mort (rd) 2,6 km sur la seule commune de Nohèdes.
- le rec de l'Hoste (rd), 2,2 km sur la seule commune de Nohèdes.
- le ruisseau de Torelles (rg), 2,2 km sur la seule commune de Nohèdes.
- le ruisseau de la Rourède (rd), 2,2 km sur la seule commune de Nohèdes.
- la rivière d'Urbanya (rg), 10,8 km sur les deux communes de Conat (confluence) et Urbanya (source), avec deux affluents et de rang de Strahler trois :
  - le ruisseau de la Pinouse (rd), 10,8 km sur la seule commune de Urbanya.
  - le ruisseau des Tourens (rg), 3,6 km sur la seule commune de Conat avec un affluent :
    - le ruisseau de Nabilles (rg), 1,5 km sur les deux communes de Conat (confluence) et Ria-Sirach (source).
- le torrent Fosc (rd), 2,1 km sur les deux communes de Conat (confluence) et Villefranche-de-Conflent (source).

Le rang de Strahler est donc de quatre.

## Hydrologie

### Relevés météo à la station de Nohèdes
| Mois                              | jan. | fév. | mars | avril | mai  | juin | jui. | août | sep. | oct. | nov. | déc. | année |
| --------------------------------- | ---- | ---- | ---- | ----- | ---- | ---- | ---- | ---- | ---- | ---- | ---- | ---- | ----- |
| Température minimale moyenne (°C) | 0,4  | 0,8  | 2,3  | 3,9   | 7,3  | 10   | 12,7 | 13   | 10,6 | 7,3  | 3,7  | 2    | 6,2   |
| Température maximale moyenne (°C) | 8,6  | 9,5  | 11,5 | 12,8  | 15,9 | 19,9 | 23,8 | 23,7 | 20,5 | 16,2 | 12   | 9,8  | 15,3  |
| Précipitations (mm)               | 63,5 | 51   | 47,4 | 68,8  | 86,5 | 68,9 | 46,1 | 66,2 | 60,4 | 65,3 | 55,2 | 73,9 | 753,2 |

| Diagramme climatique                                  |          |             |             |             |            |              |            |              |             |           |          |
| J                                                     | F        | M           | A           | M           | J          | J            | A          | S            | O           | N         | D        |
| 8,60,463,5                                            | 9,50,851 | 11,52,347,4 | 12,83,968,8 | 15,97,386,5 | 19,91068,9 | 23,812,746,1 | 23,71366,2 | 20,510,660,4 | 16,27,365,3 | 123,755,2 | 9,8273,9 |
| Moyennes : • Temp. maxi et mini °C • Précipitation mm |          |             |             |             |            |              |            |              |             |           |          |

## Aménagements et écologie
Sur son bassin versant, deux réserves naturelles nationales sont présentes, la réserve naturelle nationale de Conat et la réserve naturelle nationale de Nohèdes, dans le Parc naturel régional des Pyrénées catalanes.